# Daniele Bennati
Daniele Bennati (* 24. September 1980 in Arezzo) ist ein ehemaliger italienischer Radrennfahrer.

## Sportlicher Werdegang
Nachdem Bennati 2001 eine Etappe beim U23-Etappenrennen Giro delle Regioni gewonnen hatte, wechselte er 2002 zum italienischen Radsportteam Acqua & Sapone-Cantina Tollo und gewann in diesem Jahr mit Etappen der Österreich-Rundfahrt und der Regio-Tour seine ersten internationalen Rennen im Elitebereich.
In den Folgejahren entwickelte sich Bennati zu einem erfolgreichen Sprinter, siegte insbesondere bei elf Etappen der „Grand Tours“ und konnte außerdem die Punktewertungen der Vuelta a España 2007 und des Giro d’Italia 2008 gewinnen. In seiner zweiten Karrierehälfte leistete er zunehmend Helferdienste, insbesondere bei der Positionierung der Teamkapitäne. Beim Team Tinkoff-Saxo übernahm er die Rolle des capitaine de la route, also des Fahrers, der im Interesse der Siegfahrer – bei Tinkoff vor allem Alberto Contador – die Mannschaft im Rennen führt. Dieselbe Rolle übernahm er ab der Saison 2017 beim Movistar Team für Nairo Quintana.
Im April 2019 stürzte Bennati und zog sich eine Wirbelfraktur zu, die seine dazu führte, dass er aufgrund Rückenschmerzen nur eingeschränkt am Rennbetrieb teilnehmen konnte. Am Jahresende erklärte er das Ende seiner Laufbahn als Radrennfahrer, während der er insgesamt 53 internationale Wettbewerbe, darunter 22 auf der Ebene der UCI ProTour bzw. UCI WorldTour, gewann. Er bestritt 25 Grand Tours und nahm an 29 Monumenten des Radsports teil.

## Doping
Im Jahr 2005 wurde Bennati beim Klassiker Gent–Wevelgem positiv auf das Dopingmittel Betamethason getestet und verwarnt.

## Erfolge
2001
- eine Etappe Giro delle Regioni

2002
- eine Etappe Österreich-Rundfahrt
- eine Etappe Regio-Tour

2003
- eine Etappe Polen-Rundfahrt

2005
- Giro di Toscana
- drei Etappen Deutschland Tour
- zwei Etappen Polen-Rundfahrt

2006
- eine Etappe Valencia-Rundfahrt
- eine Etappe Katalonien-Rundfahrt
- Memorial Pantani
- zwei Etappen Polen-Rundfahrt
- GP Città di Misano
- Giro del Piemonte

2007
- eine Etappe Mittelmeer-Rundfahrt
- drei Etappen Valencia-Rundfahrt

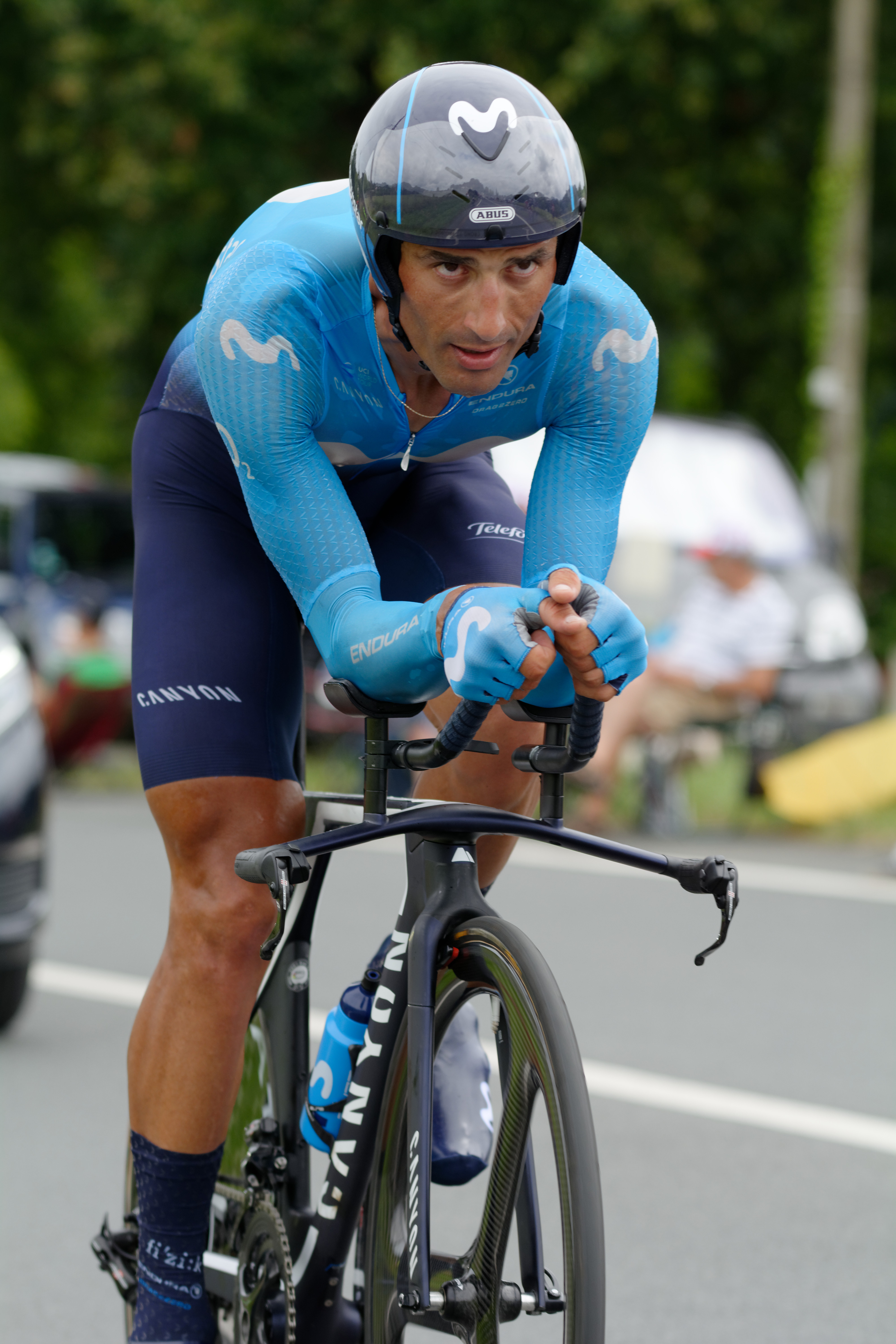
Bennati bei der Tour de France 2018

- eine Etappe Drei Tage von De Panne
- zwei Etappen Tour de France
- drei Etappen und Punktewertung Vuelta a España

2008
- eine Etappe Tour de Romandie
- drei Etappen und Punktewertung Giro d’Italia
- eine Etappe Eneco Tour
- eine Etappe und Mannschaftszeitfahren Vuelta a España
- Giro del Piemonte

2009
- Trofeo Pollença
- eine Etappe Giro della Provincia di Grosseto
- Gesamtwertung und eine Etappe Giro di Sardegna

2010
- eine Etappe Tour of Oman
- eine Etappe Tirreno–Adriatico
- Giro di Toscana

2011
- drei Etappen Circuit Cycliste Sarthe
- eine Etappe Österreich-Rundfahrt
- eine Etappe Tour de Wallonie
- eine Etappe und Mannschaftszeitfahren Vuelta a España

2012
- eine Etappe Vuelta a España

2015
- Gran Premio Industria e Commercio di Prato

2016
- eine Etappe Ruta del Sol
- eine Etappe und Punktewertung Post Danmark Rundt
- Gesamtwertung Giro della Toscana

## Grand-Tour-Platzierungen
| Grand Tour            | 2002 | 2003 | 2004 | 2005 | 2006 | 2007 | 2008 | 2009 | 2010 | 2011 | 2012 | 2013 | 2014 | 2015 | 2016 | 2017 | 2018 | 2019 |
| --------------------- | ---- | ---- | ---- | ---- | ---- | ---- | ---- | ---- | ---- | ---- | ---- | ---- | ---- | ---- | ---- | ---- | ---- | ---- |
| Giro d’ItaliaGiro     | –    | DNF  | DNF  | –    | –    | –    | 70   | –    | –    | –    | DNF  | DNF  | 96   | –    | –    | DNF  | –    | –    |
| Tour de FranceTour    | –    | –    | –    | –    | DNF  | 74   | –    | 132  | –    | –    | –    | –    | –    | DNF  | –    | 104  | 104  | –    |
| Vuelta a EspañaVuelta | DNF  | –    | –    | –    | –    | 63   | DNF  | 84   | 83   | 111  | 144  | –    | 108  | 131  | 107  | –    | 133  | –    |